# قلعه میکال
قلعه میکال یا قلعه میکالی یکی از قلعه‌های مهم و استراتژیک ترشیز (کاشمر) بود که احتمالاً اکنون از آن اثری باقی نمانده است. این قلعه پس از شکست سلطان مسعود غزنوی از امپراتوری سلجوقی، به خواست وی اموال و ذخایریش در نیشابور را به قلعه میکالی فرستادند و در آن جا پنهان کردند.